# 50 mètres nage libre féminin aux championnats du monde de natation 2023
Cet article traite de l'épreuve féminine. Pour la compétition masculine, voir 50 mètres nage libre masculin aux championnats du monde de natation 2023.
Le 50 mètres nage libre féminin est une épreuve de natation sportive des championnats du monde de natation 2023. Elle a lieu les 29 et 30 juillet 2023 à Fukuoka au Japon.

## Records
Avant cette compétition, les records dans cette discipline étaient :
| Record du monde       | 23 s 67 | Sarah Sjöström | 29 juillet 2017 | Budapest, Hongrie |
| Record du championnat | 23 s 67 | Sarah Sjöström | 29 juillet 2017 | Budapest, Hongrie |

Au cours de la compétition, le nouveau record suivant a été établi :
| Record du monde | 23 s 61 | Sarah Sjöström | 29 juillet |

## Résultats détaillés
Les 16 meilleurs temps se qualifient pour les demi-finales (Q), puis les 8 meilleurs demi-finalistes passent en finale (F).

### Séries
| Rang | Série | Ligne | Nageuse                   | Pays | Temps        | Commentaire        |
| ---- | ----- | ----- | ------------------------- | --- | ------------ | ------------------ |
| 1    | 11    | 4     | Sarah Sjöström            | Suède | 23 s 93      | Q                  |
| 2    | 10    | 5     | Shayna Jack               | Australie | 24 s 02      | Q                  |
| 3    | 9     | 4     | Abbey Weitzeil            | États-Unis | 24 s 29      | Q                  |
| 4    | 11    | 3     | Zhang Yufei               | Chine | 24 s 44      | Q                  |
| 5    | 11    | 6     | Michelle Coleman          | Suède | 24 s 51      | Q                  |
| 6    | 9     | 3     | Anna Hopkin               | Grande-Bretagne | 24 s 61      | Q                  |
| 7    | 10    | 3     | Marrit Steenbergen        | Pays-Bas | 24 s 63      | Q                  |
| 8    | 10    | 4     | Emma McKeon               | Australie | 24 s 69      | Q                  |
| 9    | 11    | 5     | Katarzyna Wasick          | Pologne | 24 s 71      | Q                  |
| 10   | 9     | 7     | Julie Kepp Jensen         | Danemark | 24 s 79      | Q                  |
| 11   | 9     | 1     | Neža Klančar              | Slovénie | 24 s 80      | Q, Record national |
| 12   | 9     | 6     | Valerie van Roon          | Pays-Bas | 24 s 82      | Q                  |
| 13   | 9     | 5     | Gretchen Walsh            | États-Unis | 24 s 83      | Q                  |
| 14   | 10    | 2     | Marie Wattel              | France | 24 s 84      | Q                  |
| 15   | 10    | 0     | Farida Osman              | Égypte | 24 s 86      | Q                  |
| 15   | 10    | 6     | Cheng Yujie               | Chine | 24 s 86      | Q                  |
| 17   | 10    | 7     | Petra Senánszky           | Hongrie | 25 s 04      |                    |
| 18   | 10    | 9     | Chiara Tarantino          | Italie | 25 s 11      |                    |
| 19   | 11    | 0     | Theodóra Drákou           | Grèce | 25 s 12      |                    |
| 20   | 9     | 2     | Rikako Ikee               | Japon | 25 s 27      |                    |
| 21   | 11    | 2     | Mélanie Henique           | France | 25 s 31      |                    |
| 22   | 11    | 1     | Kalia Antoniou            | Chypre | 25 s 33      |                    |
| 23   | 11    | 7     | Emma Chelius              | Afrique du Sud | 25 s 34      |                    |
| 24   | 8     | 1     | Teresa Ivan               | Slovaquie | 25 s 39      |                    |
| 25   | 11    | 9     | Stephanie Balduccini      | Brésil | 25 s 40      |                    |
| 26   | 9     | 9     | Jeong So-eun              | Corée du Sud | 25 s 45      |                    |
| 27   | 8     | 9     | Ana Sofia Revilak         | Mexique | 25 s 48      |                    |
| 28   | 10    | 1     | Quah Ting Wen             | Singapour | 25 s 52      |                    |
| 29   | 8     | 4     | Tam Hoi Lam               | Hong Kong | 25 s 54      |                    |
| 30   | 7     | 0     | Anicka Delgado            | Équateur | 25 s 55      |                    |
| 30   | 10    | 8     | Danielle Hill             | Irlande | 25 s 55      |                    |
| 32   | 7     | 2     | Jillian Crooks            | Îles Caïmans | 25 s 66      | Record national    |
| 33   | 8     | 0     | Andrea Berrino            | Argentine | 25 s 67      |                    |
| 34   | 8     | 5     | Barbora Seemanová         | Tchéquie | 25 s 68      |                    |
| 35   | 11    | 8     | Jenjira Srisaard          | Thaïlande | 25 s 70      |                    |
| 36   | 8     | 6     | Hanna Henderson           | Canada | 25 s 71      |                    |
| 37   | 9     | 8     | Roos Vanotterdijk         | Belgique | 25 s 74      |                    |
| 38   | 8     | 7     | Sirena Rowe Cervantes     | Colombie | 25 s 79      |                    |
| 39   | 8     | 2     | Nina Kost                 | Suisse | 25 s 80      |                    |
| 40   | 7     | 4     | Cherelle Thompson         | Trinité-et-Tobago | 25 s 85      |                    |
| 41   | 7     | 3     | Amel Melih                | Algérie | 25 s 89      |                    |
| 42   | 7     | 6     | Huang Mei-chien           | Taipei chinois | 25 s 95      |                    |
| 43   | 7     | 5     | Maddy Moore               | Bermudes | 26 s 06      |                    |
| 44   | 8     | 3     | Daria Golovaty            | Israël | 26 s 11      |                    |
| 45   | 7     | 9     | Lismar Lyon               | Venezuela | 26 s 27      |                    |
| 46   | 7     | 7     | Ieva Maļuka               | Lettonie | 26 s 29      |                    |
| 47   | 8     | 8     | Jasmine Alkhaldi          | SMFWorld Aquatics : Suspended Member Federation (Membre d'une fédération suspendue) Membre d'une fédération suspendue | 26 s 30      |                    |
| 48   | 6     | 6     | María José Ribera         | Bolivie | 26 s 37      |                    |
| 49   | 3     | 9     | Maria Brunlehner          | SMFWorld Aquatics : Suspended Member Federation (Membre d'une fédération suspendue) Membre d'une fédération suspendue | 26 s 49      |                    |
| 50   | 7     | 1     | Kirabo Namutebi           | Ouganda | 26 s 54      |                    |
| 51   | 6     | 4     | Rhanishka Gibbs           | Bahamas | 26 s 64      |                    |
| 52   | 2     | 0     | Mia Phiri                 | Zambie | 26 s 86      |                    |
| 53   | 6     | 2     | Maxine Egner              | Botswana | 26 s 90      |                    |
| 54   | 6     | 3     | Mariel Mencia             | République dominicaine                                                                                                | 26 s 96      |                    |
| 55   | 7     | 8     | Elisabeth Timmer          | Aruba | 27 s 01      |                    |
| 56   | 6     | 1     | Marie Khoury              | Liban | 27 s 04      |                    |
| 57   | 6     | 5     | Mikaili Charlemagne       | Sainte-Lucie | 27 s 10      |                    |
| 58   | 6     | 7     | Varsenik Manucharyan      | Arménie | 27 s 26      |                    |
| 59   | 1     | 6     | Adaku Nwandu              | Nigeria | 27 s 33      |                    |
| 60   | 5     | 7     | Tilly Collymore           | Grenade | 27 s 35      |                    |
| 61   | 4     | 2     | Mia Lee                   | Guam | 27 s 54      |                    |
| 62   | 5     | 2     | Aunjelique Liddie         | Antigua-et-Barbuda | 27 s 86      |                    |
| 63   | 6     | 0     | Aleka Persaud             | Guyana | 27 s 98      |                    |
| 64   | 5     | 6     | Mariam Mithqal            | Jordanie | 28 s 02      |                    |
| 65   | 5     | 4     | Kaiya Brown               | Samoa | 28 s 04      |                    |
| 66   | 6     | 8     | Georgia-Leigh Vele        | Papouasie-Nouvelle-Guinée                                                                                             | 28 s 06      |                    |
| 67   | 5     | 3     | Kennice Greene            | Saint-Vincent-et-les-Grenadines                                                                                       | 28 s 23      |                    |
| 67   | 5     | 5     | Jovana Kuljaca            | Monténégro | 28 s 23      |                    |
| 69   | 4     | 4     | Noelani Day               | Tonga | 28 s 24      |                    |
| 70   | 2     | 2     | Sophia Latiff             | Tanzanie | 28 s 34      |                    |
| 71   | 5     | 0     | Marina Abu Shamaleh       | Palestine | 28 s 45      |                    |
| 71   | 6     | 9     | Bisma Khan                | Pakistan | 28 s 45      |                    |
| 73   | 5     | 9     | Ayah Binrajab             | Bahreïn | 28 s 72      |                    |
| 74   | 5     | 1     | Anastasiya Morginshtern   | Turkménistan | 28 s 73      |                    |
| 75   | 5     | 8     | Maria Lopes de Freitas    | Angola | 28 s 78      |                    |
| 76   | 3     | 0     | Denise Donelli            | Mozambique | 28 s 97      |                    |
| 77   | 4     | 0     | Kestra Kihleng            | États fédérés de Micronésie                                                                                           | 29 s 17      |                    |
| 78   | 4     | 5     | Ekaterina Bordachyova     | Tadjikistan | 29 s 39      |                    |
| 79   | 4     | 6     | Arleigha Hall             | Îles Turques-et-Caïques                                                                                               | 29 s 40      |                    |
| 80   | 4     | 3     | Nafissath Radji           | Bénin | 29 s 81      |                    |
| 81   | 1     | 5     | Loane Russet              | Vanuatu | 30 s 47      |                    |
| 82   | 4     | 8     | Sonia Khatun              | Bangladesh | 30 s 49      |                    |
| 83   | 2     | 6     | Shoko Litulumar           | Îles Mariannes du Nord                                                                                                | 30 s 55      |                    |
| 84   | 4     | 9     | Mashael Al-Ayed           | Arabie saoudite | 30 s 57      |                    |
| 85   | 4     | 1     | Saba Sultan               | Koweït | 30 s 59      |                    |
| 86   | 1     | 4     | La Troya Pina             | Cap-Vert | 30 s 71      |                    |
| 87   | 3     | 5     | Siwakhile Dlamini         | Eswatini | 30 s 78      |                    |
| 88   | 3     | 3     | Iman Kouraogo             | Burkina Faso | 31 s 06      |                    |
| 89   | 3     | 4     | Ammara Pinto              | Malawi | 31 s 17      |                    |
| 90   | 2     | 1     | Aya Mpali                 | Gabon | 32 s 00      |                    |
| 91   | 3     | 6     | Nada Arkaji               | Qatar | 32 s 11      |                    |
| 92   | 3     | 2     | Yuri Hosei                | Palaos | 32 s 14      |                    |
| 93   | 2     | 8     | Alia Ishimwe              | Burundi | 32 s 16      |                    |
| 94   | 3     | 8     | Maesha Saadi              | Comores | 33 s 05      |                    |
| 95   | 1     | 2     | Nguelo'o Noubissi         | Cameroun | 33 s 23      |                    |
| 96   | 3     | 1     | Marie Amenou              | Togo | 33 s 44      |                    |
| 97   | 1     | 3     | Lina Alemayehu Selo       | Éthiopie | 33 s 93      |                    |
| 98   | 3     | 7     | Imelda Ximenes Belo       | Timor oriental | 34 s 14      |                    |
| 99   | 1     | 7     | Claudette Ishimwe         | Rwanda | 35 s 37      |                    |
| 100  | 2     | 7     | Vanessa Bobimbo           | République du Congo                                                                                                   | 37 s 37      |                    |
| 101  | 2     | 3     | Salima Ahmadou Youssoufou | Niger | 37 s 80      |                    |
| 102  | 2     | 9     | Olamide Sam               | Sierra Leone | 48 s 58      |                    |
| -    | 2     | 4     | Mariama Sow               | Guinée | Non partante | Non partante       |
| -    | 2     | 5     | Nina Amison               | Djibouti | Non partante | Non partante       |
| -    | 4     | 7     | Taffi Illis               | Saint-Martin | Non partante | Non partante       |
| -    | 9     | 0     | Ana Pinho Rodrigues       | Portugal | Non partante | Non partante       |

### Demi-finales
| Rang | Série | Ligne | Nageuse            | Pays        | Temps   | Commentaire        |
| ---- | ----- | ----- | ------------------ | ----------- | ------- | ------------------ |
| 1    | 2     | 4     | Sarah Sjöström     | Suède       | 23 s 61 | F, Record du monde |
| 2    | 1     | 4     | Shayna Jack        | Australie   | 24 s 01 | F                  |
| 3    | 1     | 5     | Zhang Yufei        | Chine       | 24 s 20 | F                  |
| 4    | 2     | 5     | Abbey Weitzeil     | États-Unis  | 24 s 27 | F                  |
| 5    | 1     | 8     | Cheng Yujie        | Chine       | 24 s 56 | F                  |
| 6    | 2     | 3     | Michelle Coleman   | Suède       | 24 s 63 | F                  |
| 7    | 1     | 6     | Emma McKeon        | Australie   | 24 s 67 | F                  |
| 8    | 1     | 1     | Marie Wattel       | France      | 24 s 68 | Swim-off           |
| 8    | 2     | 6     | Marrit Steenbergen | Pays-Bas    | 24 s 68 | Swim-off           |
| 10   | 1     | 2     | Julie Kepp Jensen  | Danemark    | 24 s 70 |                    |
| 11   | 2     | 1     | Gretchen Walsh     | États-Unis  | 24 s 71 |                    |
| 12   | 2     | 2     | Katarzyna Wasick   | Pologne     | 24 s 72 |                    |
| 13   | 1     | 3     | Anna Hopkin        | Royaume-Uni | 24 s 73 |                    |
| 14   | 1     | 7     | Valerie van Roon   | Pays-Bas    | 24 s 78 |                    |
| 15   | 2     | 7     | Neža Klančar       | Slovénie    | 24 s 84 |                    |
| 16   | 2     | 8     | Farida Osman       | Égypte      | 25 s 34 |                    |

### Swim-off
| Rang | Ligne | Nageur             | Pays     | Temps   | Commentaire |
| ---- | ----- | ------------------ | -------- | ------- | ----------- |
| 1    | 5     | Marrit Steenbergen | Pays-Bas | 24 s 53 | F           |
| 2    | 4     | Marie Wattel       | France   | 24 s 62 |             |

### Finale
| Rang               | Ligne | Nageuse            | Pays       | Temps   |
| ------------------ | ----- | ------------------ | ---------- | ------- |
| Médaille d'or      | 4     | Sarah Sjöström     | Suède      | 23 s 62 |
| Médaille d'argent  | 5     | Shayna Jack        | Australie  | 24 s 10 |
| Médaille de bronze | 3     | Zhang Yufei        | Chine      | 24 s 15 |
| 4                  | 6     | Abbey Weitzeil     | États-Unis | 24 s 32 |
| 5                  | 1     | Emma McKeon        | Australie  | 24 s 35 |
| 6                  | 2     | Cheng Yujie        | Chine      | 24 s 45 |
| 7                  | 7     | Michelle Coleman   | Suède      | 24 s 46 |
| 8                  | 8     | Marrit Steenbergen | Pays-Bas   | 24 s 61 |